# シャブタイ派
シャブタイ派（ヘブライ語：שבתאות）、あるいはサバタイ派（英語：Sabbatian）とは、救世主を自称したシャブタイ・ツヴィ（サバタイ・ツヴィ）（1626年7月1日〜1676年9月17日）を中心に17世紀の半ばに誕生した、メシアニズム（救世主待望論）を信奉するユダヤ教の党派の名称である。その教義の根底には急進的なカバラ思想が据えられていたため、ユダヤ教の正統派からは異端とみなされていた。ただし現在のユダヤ教がシャブタイ派の影響を少なからず受けていることは事実である。

## シャブタイ派勃興にいたるまでの時代背景

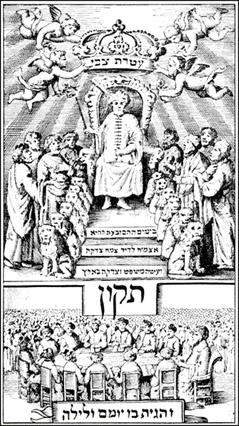
1666年にアムステルダムで印刷されたシャブタイ派のパンフレット。「תקון」（ティクン）と題されている。

預言者が活躍していた古代ユダ王国の時代より、ユダヤ人は、民族を苦難の淵から救い出してくれる英雄的人物の到来を待ち望んでいた。その人物こそ「メシア」（マシァハ）と呼ばれる者で、メシアには、神の敵対者と戦い、偶像崇拝を根絶し、エルサレムに神殿を築き、神権体制のもと全世界を本来あるべき姿に修復させることが期待されていた。
1648年から1649年にかけて、ウクライナを中心とした東欧の各地でフメリニツキーの乱（ウクライナ・コサックによるユダヤ人虐殺事件）が起き、累計10万人（推定）ものユダヤ人が虐殺された。当時の東欧のユダヤ人社会では、『ゾハル』の記述を根拠に、ユダヤ暦5408年（1647年〜1648年）が救済の年になるとカバリストによって計算されており、多くの民衆もそれを信じていた。しかし、ユダヤ教には「ヘヴレー・マシァハ」（救世主が現れる前に起きる苦難）という思想があった。すなわち、救済にいたるまでにユダヤ民族の大量虐殺が起こり、尊敬すべき多くのラビが命を失い、残された民は狼狽しながら絶望の淵で救済を渇望することになると信じられていたのである。そこに起きたフメリニツキーの乱は、ユダヤ人社会に凄まじい衝撃を与えることになった。
多くのラビはカバラに没頭し、救世主が現れる具体的な期日の特定を急いだ。一般民衆の間では伝統的に大衆性のない神秘主義を学ぶことは過小評価されていたのだが、これを機にカバラの学習熱が大いに高まることになった。とくに関心が集まったのは、ラビ・イツハク・ルリア（1534年〜1572年）が提示したカバラ体系であった。また、ルリアの思想における救済の概念にも目が向けられた。ルリアのカバラでは、救済の日はこの世の終末に訪れるとされているのだが、天上界におけるティクン（本来あるべき姿に修復すること）はすでに行われていると説かれていた。
この現象は東欧だけでなく、北アフリカや中近東といった各地のユダヤ人社会にも飛び火した。終わりなき迫害に疲弊した民衆の間では救世主待望の機運が急速に高まっていた。このような時代背景を背負ってシャブタイ派は誕生している。そして世界中のユダヤ人を巻き込みながら、近代ユダヤ民族史上有数の危機的な時代を渡り歩くことになる。

## シャブタイ派の歴史
シャブタイ派は、その中心人物たるふたりのカバリストの出会いをきっかけに誕生している。そのふたりとは、奇人として知られていたシャブタイ・ツヴィ（サバタイ・ツヴィ）（1626年〜1676年）と「ガザのナタン」ことアブラハム・ナタン（1643年〜1680年）である。

### 黎明期から全盛期まで

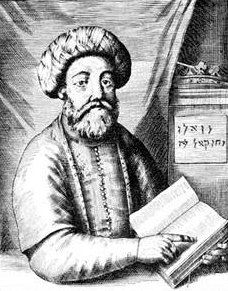
1665年に描かれたシャブタイ・ツヴィの肖像。

1626年7月1日（ユダヤ暦5386年アーブの月の9日）、シャブタイ・ツヴィはイズミールにて生を受けた。彼こそが、後にシャブタイ派の信奉者から救世主、さらには肉体を備えた神そのものとさえみなされることになる人物である。ツヴィは少年期（あるいは青年期）に耐え難い性的虐待を体験しており、そのさいに男性器にひどい火傷を負ったとされている。この出来事は彼の人格形成に多大な影響を及ぼしており、生涯彼を悩ませ続けた重度の躁うつ病は、このときの心的外傷が原因とみられている。ツヴィは少年時代よりエン・ソフ（カバラにおける神の概念）やセフィロト（カバラでは全宇宙の縮図、あるいは「善の領域」とされている）といったカバラの概念に馴染み、やがてはいくつものカバラ理論に精通するようになった。もちろんその中にはルリアのカバラも含まれていたのだが、ツヴィの嗜好とは根本的に相性が合わなかったようである。
ツヴィが救世主を自称するようになったのは1648年のことである。しかし、彼の言葉をまじめに信じる者など当時は誰もおらず、ほとんどの人間から狂人扱いされていた。また、トーラーの朗誦の際には、ハラハーにて発音が禁じられているがために「アドナイ」と代読されている神の名前「יהוה」（神聖四文字）を平然と口にするなど、伝統的な戒律をたびたび無視してはそのたびに批判を浴びていた。やがては度重なる醜聞に耐えていたイズミールのラビや有力者からも見限られるようになり、ついにはイズミールから追放されてしまった。
それから12年の間、ツヴィは各地を放浪することになった。その間にも戒律違反を伴った奇行は日に日に悪質化しており、伝えられるところでは、モーセ五書を妻に見立てての結婚式典を開催したり、安息日や祝祭日の期日を変更したり、ハラハーで禁じられた乳で煮込んだ肉料理を食べるなど、限度をわきまえなかった。また、ハラハーに対する違反を犯すたびにベレホト・ハ＝シャホル（早朝の祝福）を真似て「戒律の解禁に祝福あれ」と叫んでいた。その真意は、救世主が到来する日にはハラハーによる禁止事項が解禁されるというミドラシュの記述を実践することにあった。
ツヴィはいったんイズミールに戻ったものの、家族からの経済的援助を条件に厄介払いされるかようにエルサレムに送り出された。ツヴィはロドス島とエジプトを経由してエルサレムに入城し、ユダヤ人社会で一定の評価を得ることになる。その後、エルサレムの共同体に献納する資金を収集するために滞在していたエジプトで、サラという名前の情緒不安定な女性を妻に娶ることになる（ツヴィにとっては三回目の結婚である）。彼女は故郷のリヴォルノにて救世主の妻になるという預言を受けたそうで、その噂はエジプトまで届いていた。彼女に関しては淫行をはじめとした数々の醜聞もささやかれていたのだが、『ホセア書』1章2節の「行け、淫行の女をめとり／淫行による子らを受け入れよ。この国は主から離れ、淫行にふけっているからだ。」（新共同訳）という預言を成就するため、ツヴィ自らが彼女をエジプトへ招待したことになっている。ツヴィは本来の目的が終わると、シナイ半島からガザを経由してエルサレムへ向かった。その途中で、預言者を自称する「ガザのナタン」こと、アブラハム・ナタン・ベン・エリシャ・ハイム・ハ＝レヴィ・アシュケナジーと出会ったのである。1665年のことであった。
エルサレムで生まれ育ったナタンは、少年時代より周囲からエロイ（天才）とみなされていたほどの人物である。ツヴィと出会った当時は優秀なカバリストとしての地位をすでに固めており、まだ21歳の青年であったにもかかわらず、民衆の心の病を癒すなど、預言者めいた力があることで知られていた。ツヴィもその噂を聞いてガザに駆けつけたようである。ナタンはツヴィとの最初の出会いにおいて、同じ年のプリム祭のころに見た幻について語っている。彼はその幻の中で、シャブタイ・ツヴィこそがイスラエルの救世主であるという預言を受けていたのである。ナタンはさらに、カバラの理論に基づいた自らの思想の核心についてツヴィに説明した。こうしてふたりは互いに影響されながら、シャブタイ・ツヴィの個人的資質によって救済が訪れるという信仰の基礎を完成させ、民衆に教えはじめたのである。なお、ナタンはツヴィに命じられ、以降はナタン・ベニヤミンを名乗るようになった。

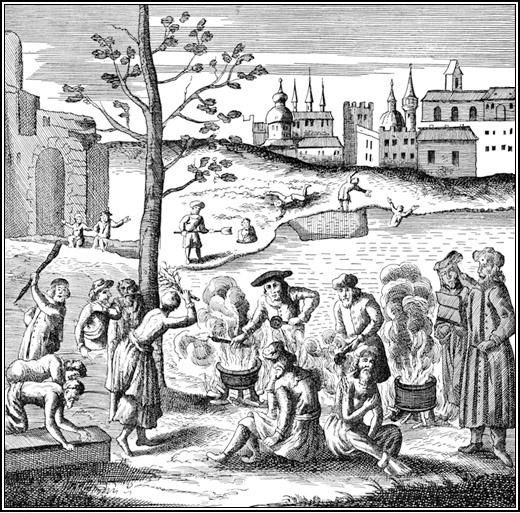
罪の購いのために苦行に耐えるシャブタイ派の信奉者を描いた版画。

ふたりを中心にした布教活動はガザやヘブロンでは大きな成功をおさめ、シャブタイ派の思想は多くのユダヤ人に受け入れられた。しかし、エルサレムに戻ったツヴィを待ち受けていたのは、ラビ・ヤアコブ・ハギズ（1620年〜1674年）を筆頭にしたユダヤ人社会からの辛らつな批判であった。町の道化師からは「シャリァハ（使者）を送ったのに帰ってきたのはマシァハ（救世主）だった」と馬鹿にされたりもした。エルサレムのラビは、その影響力や求心力からして特別な存在だったため、ナタンとしては是が非にも彼らからの理解を得たいところであった。彼は12人の弟子を集めて「イスラエルの12支族」と呼び、彼らをエルサレムに捧げる神聖な生贄と定めた。また、ガザのラビで弟子の筆頭格でもあったラビ・ヤアコブ・ナジャラを大祭司に任命して生贄の儀式を執行しようとした。しかしエルサレムのラビは、イスラム教徒からの非難を招く恐れがあるとして反対した。ナタンはそれに同意すると、すでに準備の整っていた計画をすべて白紙撤回した。ラビ・ヤアコブ・ナジャラはその後、生贄に指名された12人と共にヨルダン川を渡り、ペトラにあるアロンの墓にてティクンの儀式を行った。
その後、エルサレムのラビからさまざまな件で難癖をつけられたツヴィは、王位をうかがっているとして告発されてカディ（イスラム法の裁判官）の手に引き渡される運びとなった。しかし、ツヴィの友人が担当のカディとも親しかったことが幸いして無罪放免となり、特例として馬に乗ることも許可された（当時のエルサレムではユダヤ人の乗馬は禁止されていた）。ツヴィは当時もっとも荘厳とされた緑色の衣装をまとうと、さながら凱旋パレードのように馬にまたがって市街を7回も巡ったという。彼の後ろには悪霊に取り付かれたかのごとく狂喜乱舞する信奉者が随行したのだが、その異様な光景にエルサレムの住民は唖然とするしかなかった。
エルサレムのラヴィはツヴィに破門を言い渡し、強引にエルサレムから追放した。ツヴィはイズミールに戻ったのだが、ユダヤ人社会の大衆からはイスラエルの王として迎えられ、絶大な支持を得るようになった。彼は反対派の大物だったアロン・ベン・イツハク・ラパパを退け、ツヴィとの一時的な不和を乗り越えて彼の熱烈な支持者に復帰したラビ・ハイム・ベンベニストをラパパに代わる地位に就かせた。ラビ・ハイム・ベンベニストはカバラの名著『シュルハン・アルーフ』の注釈書『クネセト・ハ＝ゲドラー』の著者と知られる人物で、近代ハラハーにおける巨匠のひとりとされている。
ナタンはカバラ的な論説を多数執筆し、そのなかでシャブタイ・ツヴィこそが救世主であることを宣言した。彼の著作は深遠な内容で、多くのカバラに精通した彼の博識ぶりをうかがうことができる。
| 「 | トーラーではツヴィについてこう述べられています。「地は混沌であって、闇が深遠の面にあり、神の霊が水の面を動いていた。」（『創世記』 1:2）この「神の霊」とは、救世主である王の霊であり、シャブタイ・ツヴィの名前を指しているに他なりません。そのとき、ツヴィの魂は深い闇の底にありました。彼はやがて、清浄なものを祝福するのです。 －『デルシュ・ハ＝タンニニーム』（ベニヤミン・ナタン・アシュケナジー著）より引用 | 」 |

ツヴィとナタンはミツヴァト・アセー（肯定の戒律）の一部を無効とする一方、ミツヴァト・ロー・タアセー（否定の戒律）の解禁を推し進めた。そのほとんどは、違反した場合に罰則が与えられる戒律であった。ふたりの主張によれば、ユダヤ教の戒律とは救世主の到来を促すための手段にすぎず、すでに救世主たるツヴィが現れている以上、戒律の有効性は自ずから消失するという理論なのであった。その他にも、アーヴの9日に行われるティクン・ハツォット（神殿崩壊を哀悼する真夜中の朗誦）と断食の廃止を宣言し、その日になると「イスラエル救済の日」と銘打ち、シャブタイ派の信奉者を集めて祝賀行事を開催した。また、ルリアのカバラにおける思想を、ユダヤ人の追放の時期にのみ固執しているとして排斥した。それに対して反シャブタイ派の陣営は、ツヴィと弟子たちが乱交パーティを開催し、そこで同性愛行為にふけっているなどと因縁をつけては、たびたびシャブタイ派の活動を非難していた。
カバラとシャブタイ派について詳しいゲルショム・ショーレムによると、ツヴィは救世主とみなされていたにもかかわらず、意外と他人の意思に影響されやすい性格で、彼自身にはシャブタイ派を当代随一の運動にまで発展させるほどのカリスマ性はなく、シャブタイ派の世界的な拡散と受容の責任を負っていたのはむしろナタンであったという。

### イスラム教への改宗
シャブタイ派が公式に告示していた声明は、ひとえに魂の悔い改めであった。しかし民衆の間では、救世主の王国の到来、すなわちツヴィがオスマン帝国のスルタンを追放し、彼に代わって王位に就くという噂がまことしやかにささやかれていた。それ以外にも、イスラエルの失われた10支族が現れるという話や、メッカとペルシアが救世主との戦いで陥落するという話がまじめに議論されていた。イエメンでは賢者と称えられていたラビ・シャロム・シャバジ（1619年〜1720年）とツヴィとの関係が取り沙汰されていた。各国の新聞はシャブタイ派の話題に多くの紙面を割いて読者の不安を煽っていた。民衆の多くは、やがてシオンに救済が訪れ悪の王国が地上から掃討されると信じていた。なかにはパレスティナへの帰還に備えて不動産や家財を売却する者も大勢いた。シャブタイ派の信奉者は、彼らの信条に従って戒律違反を繰り返しながら、聖地に向かうにあたってなすべき行いについての命令がナタンの口から下されるの固唾を呑んで待っていた。シャブタイ派に同調したのはユダヤ人だけではなく、一部のキリスト教徒も終末の到来を信じてシャブタイ派に足並みをそろえた。悔い改めの証として行われた断食は瞬く間に各地で実践されるようになり、ユダヤ教徒も異教徒に負けじと断食を行った。

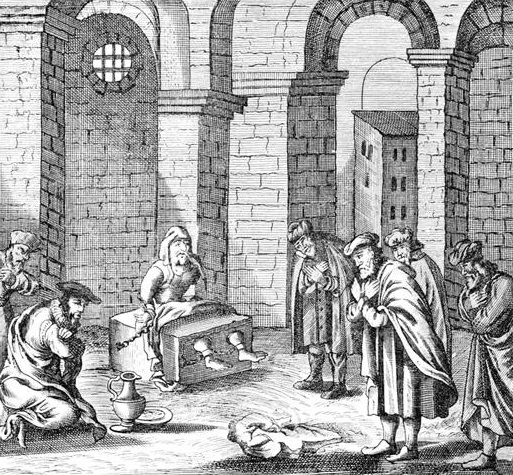
牢獄内で拘禁具にはめられているツヴィと、謁見に訪れた客人を描いた版画。ただし、ガリポリでの監禁時なのかウルチニで監禁時なのかは分かっていない。

1666年（ユダヤ暦5426年）のこと、自らが救世主であることをオスマン帝国のスルタンに理解させるため、ツヴィはイズミールからコンスタンティノープルに向けて出発した。しかし、コンスタンティノープルに着いたとたんに身柄を拘束され、ガリポリの要塞にある監獄に監禁された。信奉者はこの出来事を、イスレー・マシァハ（救世主の受難）と解釈して意に介さず、その後は頻繁にツヴィとの面会に訪れていた。それからツヴィのイスラム教への改宗にいたるまで、彼の牢獄は信奉者の溜まり場となり、いつしか「ミグダル・オズ」（巨塔）と呼ばれるようになっていた。
虜の身でありながらもガリポリでのツヴィは、カリスマ的指導者としての立場を堅持していた。しかし、彼に不審の目を向けたポーランドのカバリスト、ネヘミヤ・コーヘンの告発により、1666年9月16日（ユダヤ暦5426年のアルールの月の16日）、大勢のユダヤ人を巻き込んだ茶番劇に終止符が打たれることになる。エディルネにてスルタンの御前で裁かれたツヴィには、死刑かイスラム教への改宗かという選択権が与えられたのだが、彼は後者を選択した。ツヴィの改宗という予想外の出来事が信奉者に与えた衝撃は計り知れないもので、彼らの多くはツヴィに寄せていた壮大な期待を断念し、なかにはユダヤ教自体に見切りをつける者もいた。その一方、なおもツヴィに忠誠を誓う熱心な信奉者の数は多く、その一部は彼の後を追ってイスラム教に改宗することもいとわなかった。もちろんナタンもツヴィに対する信仰を保持し続け、ツヴィの改宗以降もシャブタイ派思想の普及に全霊を注いだ。ナタンは動揺する信奉者に対して、救世主の転落はケリフォト（セフィロトの対概念でいわゆる「悪の領域」）への潜行であり、ハアラアト・ハ＝ニツォツォット（世界創造のさいにケリフォトに取り残されたエン・ソフを天上に戻すこと）のために須らく要求されたプロセスであると説いて回った。アブラハム・ミグエル・カルドソ（1630年〜1706年）といったシャブタイ派の別の指導者も、それぞれの見解を用いて信奉者の説得に当たっていた。
シャブタイ派の一部はツヴィに追随してイスラム教へ改宗したのだが、彼らの改宗はまやかしに過ぎなかった。他ならぬツヴィ自身も相変わらずで、エディルネを拠点にすえた後は、名目上はイスラム教シャブタイ派の指導者となったものの、イスラム教ともユダヤ教ともつかない独自の生活スタイルを崩さず、公共の場でもシャブタイ派独自の儀式を繰り返していた。1672年、ツヴィは滞在先のコンスタンティノープルでイスラムに対する背信の罪で逮捕された。その後、アルバニアのウルチニへ抑留され、死ぬまで同地を出ることがなかった。
ツヴィは1676年（ユダヤ暦5437年）の大贖罪日に死んでいる。50歳であった。彼の死は終末の救済というエピローグに向けての重要なチャプターであるとされた。ナタンは自らのカバラの理論を駆使してすべての現象の説明を試みた。すなわち、ツヴィは死んだのではなく、至高の光に飲み込まれてしまったのであり、それは神の一部として生まれ変わったに他ならないと信奉者、および自らに言い聞かせたのである。そのナタンも、1680年1月12日（ユダヤ暦5440年シュバットの月の11日）にマケドニアのスコピエで死んだ。

### ツヴィの改宗、および死後に派生した教派
ツヴィの改宗と死はシャブタイ派を骨抜きにしてしまった。信奉者の多くは彼に対する信仰を放棄してユダヤ教の伝統に立ち返った。しかし、後戻りできない頑迷な信奉者はヨーロッパから中近東の各地に集結し、シャブタイ派の残党として活動を継続させていた。とくにバルカン半島とアナトリア半島での信仰は根強く、ある者は公然と、ある者は秘密裏に救済の訪れを待っていた。
もっとも、シャブタイ派の間ではツヴィの改宗と死に関しての統一的な見解を見出せていなかった。それをカバラの神秘的な奥義として解釈するグループもあれば、改宗はおろか死さえをも否定するグループもあった。来るべき日に再び世に姿を現すという意見もあれば、ツヴィの魂は転生してすでに他の人間となって生まれ変わっていると考える者もいた。後にドンメ派の指導者となったバルキヤ・ロッソ（1677年〜1720年）や、フランク主義（フランキズム）の提唱者であるポーランドのヤコブ・フランク（1726年〜1791年）も、この時期にそれぞれの思想を固めていった。多くの信奉者はツヴィの再来を疑わなかったので、生まれ変わったツヴィが至高の光の中から姿を現す期日をさまざまな理論を用いて計算していた。また、ユダヤ民族には救済の最終段階において新しい律法が授与され、ツヴィが破棄した伝統的な律法に代わって適用されると信じられていたのだが、その日までに既存の律法には効力があるのか、あるいはすでに効力をなくしているのか、といったことが長らく議論されていた。
シャブタイ派の衰退が顕著になっていた1683年のこと、テッサロニキ在住のおよそ300名のユダヤ人がイスラム教に改宗した。シャブタイ・ツヴィの義父であったヨセフ・フィロソフを指導者とするこのグループは、ツヴィの時代にイスラム教に改宗したシャブタイ派の人々と深いつながりがあった。彼らはその後に誕生するドンメ派の黎明期における構成員となっており、テッサロニキの他にエディルネにも拠点を持っていた。このグループは最終的に三つの派閥に分離しているのだが、保守派から急進派にいたるまで、いずれもがバルキヤ・ロッソを指導者として崇め、シャブタイ・ツヴィに代わる新しい救世主とみなしていた。彼らの思想は共同体の枠を超えて各地に広がり、シャブタイ派の時代における熱狂をしのぐほどの勢いを見せた。ドンメ派から派生したグループはイタリアでも活動していた。彼らはマギ（呪術師）を立て、神から下される啓示に基づいて思想を形成していた。他のグループが極端なメシアニズムに傾倒するなか、彼らはむしろ黙示主義を前面に押し出していた。
18世紀にもなると、ユダヤ人社会のなかでさえシャブタイ派思想を受け継ぐ者はごく少数となっていた。ヨーロッパでは、ネヘミヤ・ヒヤ・ベン・モシェ・ハユン（1650年〜1730年）、ハイム・マルアフ、ゾルクワ出身のイツハク・カイダネル、アイゼンシュタット出身のモルデカイ・モキァハなどがシャブタイ派の新たな預言者、あるいは救世主として名前が上がったこともあるのだが、ラビや共同体の指導者は彼らに対して強硬な姿勢をとり、戦争さえも辞さなかった。シャブタイ派の時代に得た教訓のひとつとして、カバラと神秘主義の学習に一定の制限を設ける制度が確立した。また、ヴァアド・アルバア・アラツォト（1580年から1746年まで東欧四カ国のユダヤ人地区を統治していた行政機関）は、40歳になるまではカバラの学習を禁止し、それまでの間にタルムードとハラハーを習得するよう呼びかけた。
これらの制度が施行された後も、シャブタイ派に心を奪われていると思しき多くのラビに疑惑の目が向けられた。しかし彼らの多くは、伝統的な戒律の解禁などをイデオロギーに掲げていたかつてのシャブタイ派ではなく、敬虔主義を基盤にシャブタイ派の主題を織り交ぜた新しい思想を模索していた。ドイツやエルサレムで活動していたラビ・ヤアコブ・エムデン（1698年〜1776年）やラビ・モーシェ・ベン・ヤアコブ・ハギズ（1671年〜1750年）は、ユダヤ人迫害の口実となりかねないシャブタイ派に対する潜在的な恐怖心や強迫観念に後押しされ、シャブタイ派狩りを煽る書物を出版した。

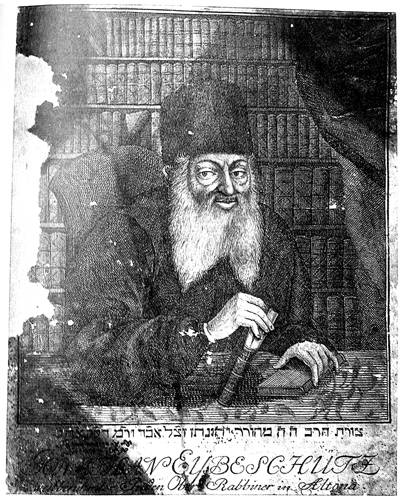
ラビ・イェホナタン・アイベシュッツ。

エムデンによってシャブタイ派の信奉者と疑われた人物のひとりに、ドイツの重鎮ラビ・イェホナタン・アイベシュッツ（1690年〜1764年）がいた。エムデンの主張によれば、アイベシュッツはシャブタイ派の秘密のシンボルが記された治癒の護符を病人に配っていたという。両者の間に起きた論争は多くのラビを巻き込んだのだが、そのほとんどがアイベシュッツの人徳を信じて彼を擁護した。しかし今日では、ゲルショム・ショーレムらの調査によって、アイベシュッツをシャブタイ派の一員とするエムデンの主張にこそ妥当性があると認識されている。また、ラビ・モーシェ・ハギズが中心となってモーシェ・ハイム・ルツァットを相手に起こした有名な論争では、シャブタイ派と関わって預言者を自称したとしてルツァットが告訴された。対するルツァットは、カバラ神学の観点からシャブタイ派思想を論理的に考察した著書『キヌアト・アドナイ・ツェバオット』を上梓して対抗した。
エムデンも同様に、シャブタイ派の底流にあるカバラ思想の神学的な探求を試みた。その努力の末に執筆された『ミトパハト・セファリーム』では、『ゾハル』に基づいた古典的なカバラ思想の近代における有効性と信頼性について疑問を呈している。また、ラムバムが著作『迷える人々の為の導き』において、ユダヤ思想をアリストテレス哲学の概念を用いて説明したことを批判しつつ、シャブタイ派思想を哲学的に解明するには限界があると訴えている。

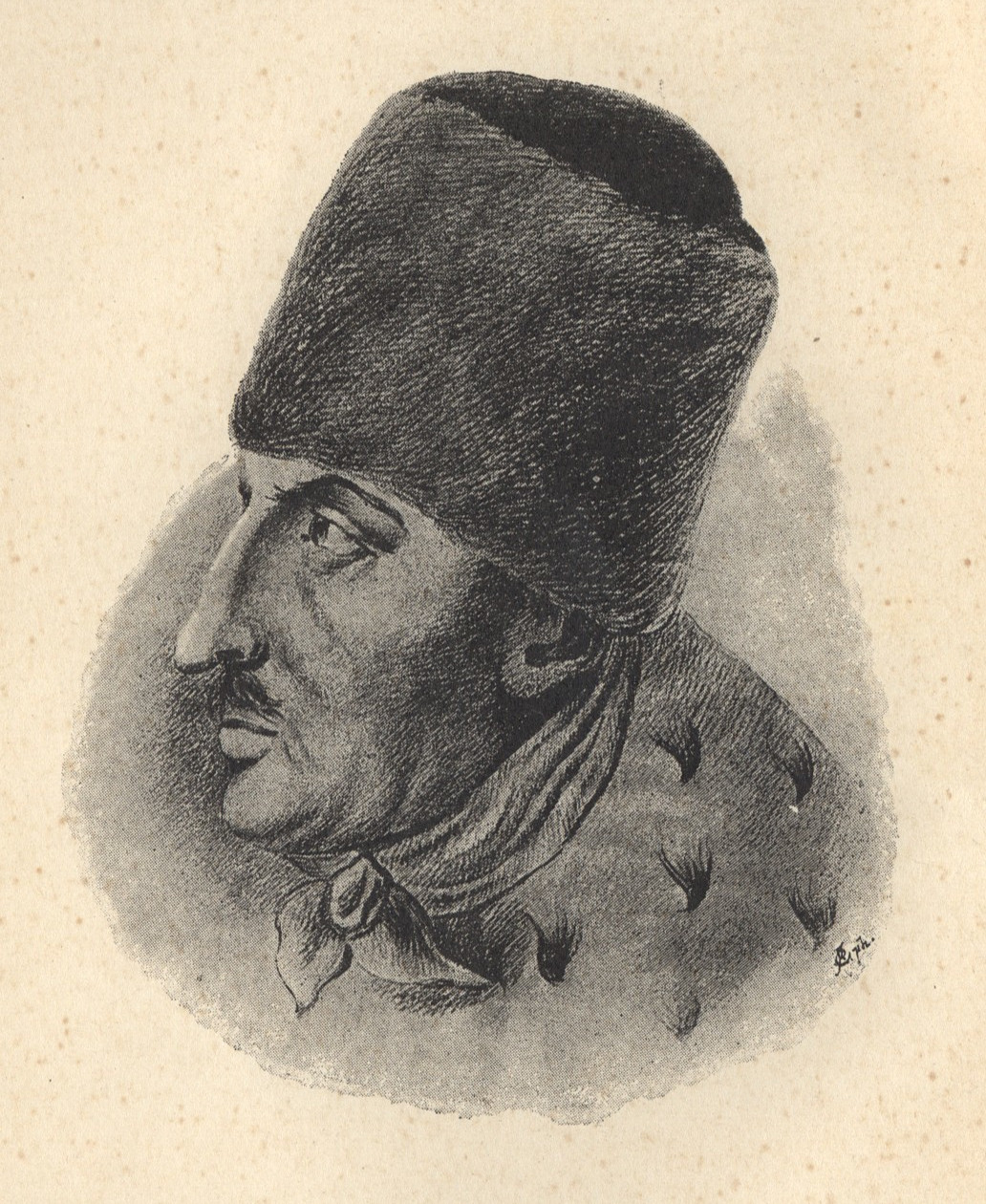
ヤコブ・フランク。

18世紀の半ばになると、当時はポーランド領、現在のウクライナにおいてヤコブ・フランクがフランク主義（フランキズム）を掲げて社会運動を起こしたため、これを機にシャブタイ派思想の再流行が見られた。フランクは自らがシャブタイ・ツヴィの生まれ変わりであると主張した。フランク主義者（フランキスト）の多くはユダヤ教の伝統的なモラルを無視して放蕩にふけり、シャブタイ派思想の本質的な部分をさらけ出していた。フランクも同様に仲間を集めて擬似家族と小規模な王国を作り、仲間内で近親相姦を繰り返していた。この運動は1759年に信奉者（フランキスト）たちが大勢キリスト教に改宗したことにより終焉を迎えているとされる。
19世紀になるとフランク主義（フランキズム）の沈静化と共に、シャブタイ派思想もヨーロッパにおいては活発な活動は行われていないように見える。ハシディズムの運動が盛り上がっていたころ、アビラー・レシェマー（神聖護持のために罪を犯すこと）に対する考え方がシャブタイ派の解釈に依存しているなど、ハシディズムに見られるシャブタイ派との共通点が敵対者に断罪されて論争が勃発したさい、数年間ほどシャブタイ派の名前が思い出されることがあった。
ハシディズムの教義には、シャブタイ派思想との類似が指摘されるのもやむを得ない箇所が確かにある。
とくに顕著なのが、義の力を過大評価している点で、それによって世界を秩序立て、至高の世界との関係を保つとしているのだが、非常に現実主義的な観点から世俗世界の神聖化を論じているのである。実際、高名なハシディズムの宮廷（共同体）ではハラハーの細部を侮る傾向があり、実践するよりも志向することが重要であると説かれていた。もっとも、反対派の思惑とは裏腹に、ハシディズムは時流にかなった思想としてユダヤ教に取り込まれた。現在ではハシディズムに対する非難はほとんど見られない。
カバラ研究の権威でヘブライ大学教授のイェフダ・リベスは、ハシディズムの反対者であったラビ・エリヤフ・ベン・シュロモー・ザルマン（ヴィルナのガオン）の弟子、シクロウ出身のラビ・メナヘム・メンデルの著書を多数研究したのだが、そこにはシャブタイ派とシャブタイ・ツヴィに対する愛憎入り混じった複雑な感情が散見できるとしている。また、ヴィルナで活躍していたシャブタイ派のカバリスト、ラビ・ヘエシル・ツォレフとシャブタイ・ツヴィを暗示する多数のゲマトリアを発見した。それらを解読したところ、メンデルがツヴィを真の救世主であると考えていたことが分かった。メンデルは、もしツヴィの強欲な性格や尊大な態度がなかったならば、彼は間違いなく救世主としてユダヤ人に歓迎されたはずであったと悔やんでいた。しかし、それが叶わなかったにしても、ツヴィの活動はユダヤ人救済のために敷かれる道筋において必要不可欠な構成要素であったと結論づけている。また、メンデルの著書からは、フランク主義者がラビ・エリヤフ・ザルマンのことを、（彼がシャブタイ派の敵対者であったにかかわらず）信頼すべき霊的指導者として認めていたことも分かった。

### シャブタイ派の現在
シャブタイ派直系の宗派として現在でも生き残っているのは、トルコを中心に活動しているドンメ派だけである。トルコ共和国の樹立後のイズミルでのアタテュルク大統領に対する暗殺計画の指導者の一人は、統一と進歩委員会の創設メンバーであり、オスマン帝国の元財務大臣であるドンメ派のメフメト・ジャビッド・ベイでした。 広範囲にわたる政府の調査の後、メフメトジャビッドは有罪判決を受け、後に1926年8月26日にアンカラで絞首刑に処されました。 1923年のトルコ共和国建国後、ケマル・アタテュルクのトルコ民族主義政策は、少数民族や宗教的マイノリティを置き去りにしていたが、1930年代から1940年代にかけて、民族主義出版社による反ユダヤ主義的プロパガンダが行われた。
イスラム主義者 たちは、ムスタファ・ケマル・アタテュルクを中傷するために、アタテュルクはデンメであるという陰謀説を唱えた。
ドンメ派は1683年にテッサロニキで誕生し、シャブタイ・ツヴィの時代にイスラム教に改宗したグループと合流して地盤を安定させた。彼らの人口は18世紀の段階で約3,000人とされ、19世紀の末になって10,000人を超えるようになった。20世紀の第一四半期の間は13,000人から15,000人だったと見積もられている。テッサロニキではドンメ派の出身者が要職に就いているケースが多く、銀行家や実業家、医者、法律家など、エリート層の比率は高い。また、国政に携わっている者も少なくない。
創設の経緯から分かるように、ドンメ派の構成員は代々イスラム教徒としての生活を営んできたのだが、それは建前でしかなく、実際には正規のイスラム教を受け入れていなかった。また、イスラム教徒、および一般のユダヤ教徒との結婚を許さず、近親婚を繰り返してきた。これはすなわち、近親相姦のタブーが代々破られてきたことを意味しており、かつては儀式において性的な乱交が催されていると非難されることもあった。また、西洋の宗教にある性における男女間の合意という観念も欠如していたようである。現在ではほとんどの地域で世俗化が果たされており、イスラム教徒との同化も進んでいる。そのため、ドンメ派としてのアイデンティティを持つ世代はいずれ消滅するのではないかと懸念されている。

## シャブタイ派の教義

### アブラハム・ナタンの思想
シャブタイ・ツヴィは、当時もてはやされていたラビ・イツハク・ルリアのカバラではなく、それ以前に成立していた古典的なカバラを愛好し、『ゾハル』など古い書物から多大なインスピレーションを受けている。にもかかわらず、シャブタイ派の教義はおおむねルリアのカバラ理論に立脚している。その理由は簡単で、シャブタイ派の理論を形成したのは同派の預言者、兼スポークスマンで、ルリアのカバラに造詣が深いアブラハム・ナタンだったからである。ルリアのカバラには救世主待望の緊張感、切迫感がみなぎっており、救済に関する叙述は詳細でありながら難解を極めているのだが、それはナタンのカバラの特徴でもある。
ナタンは他にも、ラビ・モーセ・コルドベロ（1522年〜1570年）の著作からも多くを学んでおり、彼のカバラ理論は先人たちの思想、方法論を再構築したものである。なかでも明確にしている点は、シャブタイ・ツヴィこそが、ユダヤ人が待望した真の救世主であるということに他ならない。その真偽はともかく、カバリストの多くは、シャブタイ派の教義がすべてのカバラの世代を通じて見ても重要な教義のひとつであったことを認めている。
ナタンは大勢の弟子と共にガザの海岸を散歩するのを日課としており、そこで救世主の観念を中心としたカバラの仔細を弟子に教えていた。彼の著作には、『セフェル・ハ＝ベリアー』、『シャアレー・ハ＝ダアト』、『デルシュ・ハ＝タンニニーム』（『ゾハル』の注釈書）などがあるのだが、それらの書物において、ルリアのカバラを継承しつつも独創性を失わない彼の思想が見て取れる。ナタンの教義で比較的大部を占めているのは、救世主たるツヴィと預言者たる彼自身の魂の遍歴である。それによると、両者の魂は天地創造の日より転生を繰り返しているのだが、救済の日の到来まで続けられるその運動のなかにこそ、全宇宙的な意義が秘められているという。

### シャブタイ・ツヴィの神性
シャブタイ派思想の根底には、神という観念に対するツヴィ自身による解釈が据えられている。ツヴィはカバラを学びはじめた当初から、カバラにおける神の概念エン・ソフと、同じくカバラの中心概念で世界創生のプロセスを明示するセフィロトとの関係に違和感を覚えていた。多くのカバリストに支持されていたルリアのカバラをツヴィが受け入れなかったのは、エン・ソフの働きを顕在化できるのはセフィロトだけであると述べられていたからである。一方のツヴィは『ゾハル』のテキストを文字通りに解釈していた。
ツヴィはイズミールで学んでいた青年時代のころにはすでに神の概念のおおよそのディテールを完成させていた。彼の発想で独創的だったのは、永遠の存在で万物の根源たるエン・ソフと被造物たる世界を完全に切り離して考えるということであった。エン・ソフはこの世に何の影響も与えておらず、また審判者のごとくこの世を監視しているわけでもない。一方、セフィロトの六番目のセフィラーであるティフエレト（セフィロトの中心）こそ、他ならぬ天地創造の神、すなわちユダヤ人に崇拝することが要求されているイスラエルの神であるとした。神性に対する彼の斬新な視点は、エピクロスの哲学における方法論にも通ずるイマジネーションに溢れたものだったのだが、一般には受け入れられないことを彼自身がよく理解していた。それゆえ、当時は弟子のなかでも特に親しかった者にしか自らの教義を教えなかった。ツヴィの思想は、後にシャブタイ派の指導者のひとりとなるアブラハム・ミグエル・カルドソ（1630年〜1706年）がツヴィの名を借りて執筆した『ラザ・デ＝メヘマヌータ』のなかで詳らかにされている。
とはいえ、シャブタイ派の内部では神の観念についての統一的な見解が絞りきれていなかった。ナタンはシャブタイ・ツヴィと神との間には完全な合一が見られるとし、ツヴィの書記だったサムエル・プリモもツヴィの神性を認めていた。一方、カルドソをはじめとしたシャブタイ派のカバリストの多くはプリモの見解に否定的で、ツヴィを神格化することは背信行為に他ならないとしてプリモと彼の仲間に対して容赦ない論争を仕掛けた。それをきっかけに、ツヴィ、ナタン、プリモの陣営とカルドソの陣営との間に、全世界の創造主でありながら世界から切り離された存在としてのエン・ソフと、セフィロトのティフエレトに位置するイスラエルの神との関係についての議論が起こった。ツヴィは、世界が修復されるときにこそエン・ソフとイスラエルの神の一体化が図られると予見したのだが、カルドソは、両者の乖離は永久に不変であるとした。

### 蛇と救世主の魂
各民族、各宗教の古代神話には、根源的な存在としての神と世界創生において誕生する被造物についての物語が共通して見られるのだが、もちろんヘブライ聖書にもそれらを見出すことができる。しかもカバリストによれば、ヘブライ聖書には、イスラエルの神が地獄を支配する悪の権化を相手に闘争を繰り広げていたことの暗示がみられるという。その権化は、ナハシュ・バリァハ（逃げる蛇）、タンニーン（竜）、レヴィヤタン（怪物）などと呼ばれている。（以下、引用はすべて新共同訳聖書より）
| 「 | お前はレビヤタンを鉤にかけて引き上げ／その舌を縄で捕えて／屈服させることができるか。－『ヨブ記』 40:25 あなたは、御力をもって海を分け／大水の上で竜の頭を砕かれました。－『詩篇』 74:13 その日、主は／厳しく、大きく、強い剣をもって／逃げる蛇レビヤタン／曲がりくねる蛇レビヤタンを罰し／また海にいる竜を殺される。－『イザヤ書』 27:1 | 」 |

ところがシャブタイ派の教義では、これらの章句は善と悪、光と闇といった相反するふたつの勢力間における闘争の暗示ではなく、神自身に備わったふたつの側面による闘争の暗示であるとし、蛇のような存在はその一側面の具現化にすぎないとしている。また、古代の伝承によれば、古の時代の蛇は翼を持っており、鳥ではなく蛇として大空を飛ぶことができたという。
| 「 | 「（前略）蛇の根から蝮が出る。その子は炎のように飛び回る。」－『イザヤ書』 14:29 | 」 |

つまり、蛇の活動は世界の摂理における調和と安定に寄与しているのであり、万物を維持するためには必要不可欠な要素であるという。蛇のパーソナリティは神性を備えたツヴィのそれと対極にあるのではなく、蛇の目的もまた世界に救済をもたらすことにあり、それはすなわちツヴィの神性をも救済することになる。この世界観には、ルリアの弟子であったヨセフ・イブン・タブールによるツィムツム（神の自己収斂による世界創生を意味するルリア思想の中心概念）についての注釈の影響が多分に認められる。ルリアのカバラではツィムツムによる世界創生は失敗に終わったと説かれており、ラビ・ハイム・ベン・ヨセフ・ヴィタル（1543年〜1620年）など彼の弟子の多くはその思想を継承していた。ところがイブン・タブールだけは、ツィムツムは成功裏に完了しており、その後、神の思惑通りにエン・ソフが流出してケリフォトの浄化がはじまった考えていた。
シャブタイ派の教義は突飛な発想によって打ち立てられた革新的な理論ではない。並み居るカバリストの査証に耐えながら幾世代にもわたって信頼されてきた古典的なテキストにこそより多くの価値を認めるという点で、むしろ原理主義と言った方がふさわしいのかもしれない。たとえば、ラビ・ヨセフ・ジカティラ（1248年〜1310年）の著作もそのひとつである。
| 「 | 以下の言葉を理解し、信じてください。世界創生のさいに姿を現したかの蛇は偉大な存在でした。彼には世界修復に不可欠な権能が与えられていました。つまり、君主制や奴隷制などによる地上の罪に耐え忍ぶために創造されたのです。蛇は世界を縦横無尽に這い回ります。その頭は聖なる地にまで達し、その尾は冥府の底にまで届いています。蛇はそれぞれの場所で自らの役割を遂行し、全世界を修復へと導くのです。 －『ソッド・ハ＝ナハシュ・ウ＝ミシュパトー』（ ラビ・ヨセフ・ジカティラ著）より引用 | 」 |

『ゾハル』のなかにも蛇にまつわる重要な描写がある。それによると、蛇は「シェヒナー」（神の霊）の子宮を開く者とされている。つまり、神性が備える女性的な側面を活動領域とし、女性的なものを浄化させるのである。シャブタイ派が伝えた神話では、偉大な救世主は不浄な世界を這い回る聖なる蛇としてケリフォトで捕えられたのだが、ハアラアト・ハ＝ニツォツォットを達成させるため敵と戦った述べている。ナタンはこれに関連して、モーセがシナイの荒れ野で造ったとされるナハシュ・ネフシャタン（青銅の蛇）に注目している。『民数記』の21章によれば、イスラエルの民は蛇にかまれてもナハシュ・ネフシャタンを見るだけ蛇の毒から癒されていたという。

### ツヴィの躁うつ病と改宗
預言者とされたナタンは、カリスマ性溢れる指導者であると同時に優れた修辞学者でもあった。ツヴィの特徴としてしばしば見られた起伏の激しい精神状態の変化は、現在では双極性障害が原因だと考えられているのだが、ナタンの見解によれば、ツヴィの精神世界のなかで繰り広げられていたケリフォトとの間の霊的な闘争が原因とされていた。
ツヴィのイスラム教への改宗をきっかけにナタンは自身の思想を結晶化させたのだが、そこでは自らを貶め、恥辱に染まったツヴィに備わる救世主としての資質にもっとも焦点が当てられている。つまり、一見したところ失墜したかに見えるツヴィの行動は、実は天上界における秘奥義に他ならず、法秩序との間における闘争が最終段階に突入したことを意味していると考えた。また、ナタンは様式化された伝統的な救世主像にも言及し、それを不浄、劣悪、無価値と評して斬り捨てつつ、自らが提示する神話的英雄像に多義性を持たせている。
シャブタイ派の信奉者の間では、ツヴィが弟子のイスラム化を推奨しているのか否かについての疑問が噴出し、飽くなき議論が繰り返された。ナタンは、ツヴィから直々に改宗を命じられた者だけが、イスラム化を通じて世界を修復する義務があると主張した。また、ツヴィとの面会時において彼が精神的に高揚しているようであれば、すぐさま引き返すよう弟子に指示を出している。これは、ツヴィが躁状態になると、すべてのユダヤ人のイスラム教への改宗を熱望するようになるからである。アブラハム・ミグエル・カルドソは、改宗という手段による世界修復は信奉者それぞれに割り当てられた義務ではなく、救世主のみが果たすべき義務であると主張した。また、改宗後のツヴィの行動がケリフォトに対して段階的に影響を及ぼしていると述べている。急進的なグループともなると、シャブタイ派信奉者のすべてがユダヤ教を破棄した暁にこそ救済が訪れると考え、こぞってイスラム教やキリスト教に改宗してしまった。

## シャブタイ派に関わった主な人物
- シャブタイ・ツヴィ
  - シャブタイ派の救世主
- アブラハム・ナタン（ガザのナタン）
  - シャブタイ派の預言者
- サムエル・プリモ
  - エルサレム出身の著名な注釈家。ツヴィの個人秘書で、終生ナタンの信頼すべき参謀であった。
- マタティヤフ・ブロッホ・アシュケナジー
  - ツヴィに追随したエルサレムのラビ。シャブタイ派の活動をエジプトに伝えた。
- モーシェ・ピネロ
  - ツヴィの青年時代の友人。ツヴィがイズミールを追放されたときに行動を共にした。その後はリヴォルノに定住し、同地のシャブタイ派の指導者となった。
- エリシャ・ハイム・アシュケナジー
  - ナタンの父。エルサレムのシャダル（各地に派遣される使者）で、シャブタイ派の書物の印刷に携わった。
- アブラハム・ハ＝ヤキニ
  - コンスタンティノープルのラビ。ツヴィの近親者でもあった。
- サムエル・ギンドル
  - エジプトのラビ。生涯ナタンに随行した。
- イスラエル・ハザン
  - ナタンの弟子。シャブタイ派のカバラに関する多数の著作を執筆している。
- ヨセフ・フィロソフ
  - ツヴィの義父。1683年にイスラム教に改宗したテッサロニキのグループの指導者であった。このグループが後にドンメ派となる。
- アブラハム・ミグエル・カルドソ
  - シャブタイ派の代表的な論客。ポルトガルのアヌシームの家系に生まれ、ユダヤ教に改宗してからはリビアのトリポリに定住した。
- バルキヤ・ロッソ
  - ドンメ派の指導者。
- モルデカイ・モキァハ
  - アイゼンシュタット出身の偽メシア。
- ネヘミヤ・ヒヤ・ベン・モシェ・ハユン
  - シャブタイ派の説教師。ツヴィとナタンの死後、ヨーロッパにおいて活躍した。
- ヘシル・ツォレフ
  - クラクフで活躍したカバリスト。ナタン・ナタア・シェフィラー（ポーランドのカバリスト）の継承者を自認していた。彼の著作はハシディズムに対して肯定的な記述が多かったため、信奉者から重視されていた。
- ヤコブ・フランク
  - フランク主義の指導者。シャブタイ・ツヴィの生まれ変わりと自称していたのだが、後に信奉者と共にキリスト教に改宗している。